# Lagynochthonius ponapensis
Lagynochthonius ponapensis är en spindeldjursart som först beskrevs av Beier 1957.  Lagynochthonius ponapensis ingår i släktet Lagynochthonius och familjen käkklokrypare. Inga underarter finns listade i Catalogue of Life.